# میاکه، نارا
میاکه، نارا (به لاتین: Miyake, Nara) یک منطقهٔ مسکونی در ژاپن است که در استان نارا واقع شده‌است. میاکه  ۷٬۶۴۰ نفر جمعیت دارد.